# إطلاق النار في جامعة بيرم الحكومية
في 20 سبتمبر 2021، وقع إطلاق نار جماعي في جامعة بيرم الحكومية، في مدينة بيرم، بيرم كراي، روسيا. قُتل ستة أشخاص وأصيب 47 آخرون. أُعتقل المهاجم، تيمور بيكمانسوروف البالغ من العمر 18 عامًا، بعد أن أصيب من قبل الشرطة.